# ホノルル・スター・アドバタイザー
『ホノルル・スター・アドバタイザー』（英語: Honolulu Star-Advertiser）紙はアメリカ合衆国ハワイ州の最大の日刊新聞である。2010年7月、すでに『ホノルル・スター・ブレティン』（en:Honolulu Star-Bulletin）紙を傘下に収めていたカナダ・ブリティッシュコロンビア州に本拠があるブラックプレス・グループの子会社が『ホノルル・アドバタイザー』紙を買収して誕生した。新聞紙の大きさは『ホノルル・アドバタイザー』のブロードシート版（横：11インチ＝280mm、縦：21インチ＝532mm）を使用。
この新聞はハワイ州全体で読まれているが、その他ハワイ州主要４島にはそれぞれの新聞があり（例えばハワイ島では『ハワイ・トリビューン・ヘラルド』と『ウェスト・ハワイ・トゥデイ』）、それぞれも読まれている。